# Hydriomena magnificata
Hydriomena magnificata är en fjärilsart som beskrevs av Taylor 1906. Hydriomena magnificata ingår i släktet Hydriomena och familjen mätare. Inga underarter finns listade i Catalogue of Life.